# Задњи скаленски мишић
Задњи скаленски мишић (лат. musculus scalenus posterior) је парни мишић врата, који се налази у средњем слоју предње групе његове мускулатуре. У великој мери је срастао са средњим скаленским мишићем, па их је понекад тешко разликовати. Припаја се на попречним наставцима петог, шестог и седмог кичменог пршљена, и одавде се простире наниже и упоље до прва два ребра (најчешће се припаја само на другом).
Инервисан је, слично осталим скаленским мишићима, од стране предњих грана вратних живаца. Дејство мишића зависи од тачке ослонца. Уколико је ослонац на ребрима, он савија главу бочно на своју страну и истовремено је обрће у супротном смеру. Ако је тачка ослонца на горњим припојима, задњи скаленски мишић подиже ребра и тако делује као помоћни мишић у процесу дисања. Такође, својим тонусом доприноси стабилности цервикалног дела кичме на којем се припаја.